# Upper Siang
Der Distrikt Upper Siang ist ein Distrikt im indischen Bundesstaat Arunachal Pradesh. Sitz der Distriktverwaltung ist Yingkiong. Der zugehörige Hierarchische Administrative Subdivision-Code (HASC) lautet: IN.AR.US. Der Distriktname leitet sich von Upper englisch für „Oberer“ und Siang, dem Flussnamen des Brahmaputra zwischen Tibet und dem Tiefland von Assam, ab.

## Geschichte
Das Gebiet stand jahrhundertelang nominell unter tibetischer Herrschaft. Die McMahon-Linie schlug das Gebiet Britisch-Indien zu und es wurde von Assam aus verwaltet. Da die Chinesen die Shimla-Konvention im Jahr 1914 nicht unterschrieben hatten, betrachten sie das Gebiet als Teil Tibets (Südtibet) und somit Chinas. Die Briten und danach die Inder verwalteten das Gebiet als Teil der North-East Frontier Tracts (ab 1951 North-East Frontier Agency). Es war bis 1948 Teil des Sadiya Frontier Tracts und trug nach der Ablösung des Gebiets von diesem Tract den Namen Abor Hills. Bereits 1954 wurde Abor Hills in Siang Frontier Division umbenannt. Seit einer weiteren Umbenennung 1965 trug dieser Distrikt den Namen Siang Distrikt. Die sich widersprechenden Gebietsansprüche führten 1962 zum Indisch-Chinesischen Grenzkrieg und der kurzzeitigen Besetzung durch die Volksrepublik China. Im Jahr 1980 spaltete sich der Distrikt Siang in die beiden Distrikte East Siang und West Siang auf. Das Gebiet des heutigen Distrikts wurde Teil des Distrikts East Siang. Der nördliche Teil dieses Gebiets wurde am 23. November 1994 aus dem Distrikt East Siang herausgelöst. Seitdem ist Upper Siang ein eigenständiger Distrikt.

## Geografie

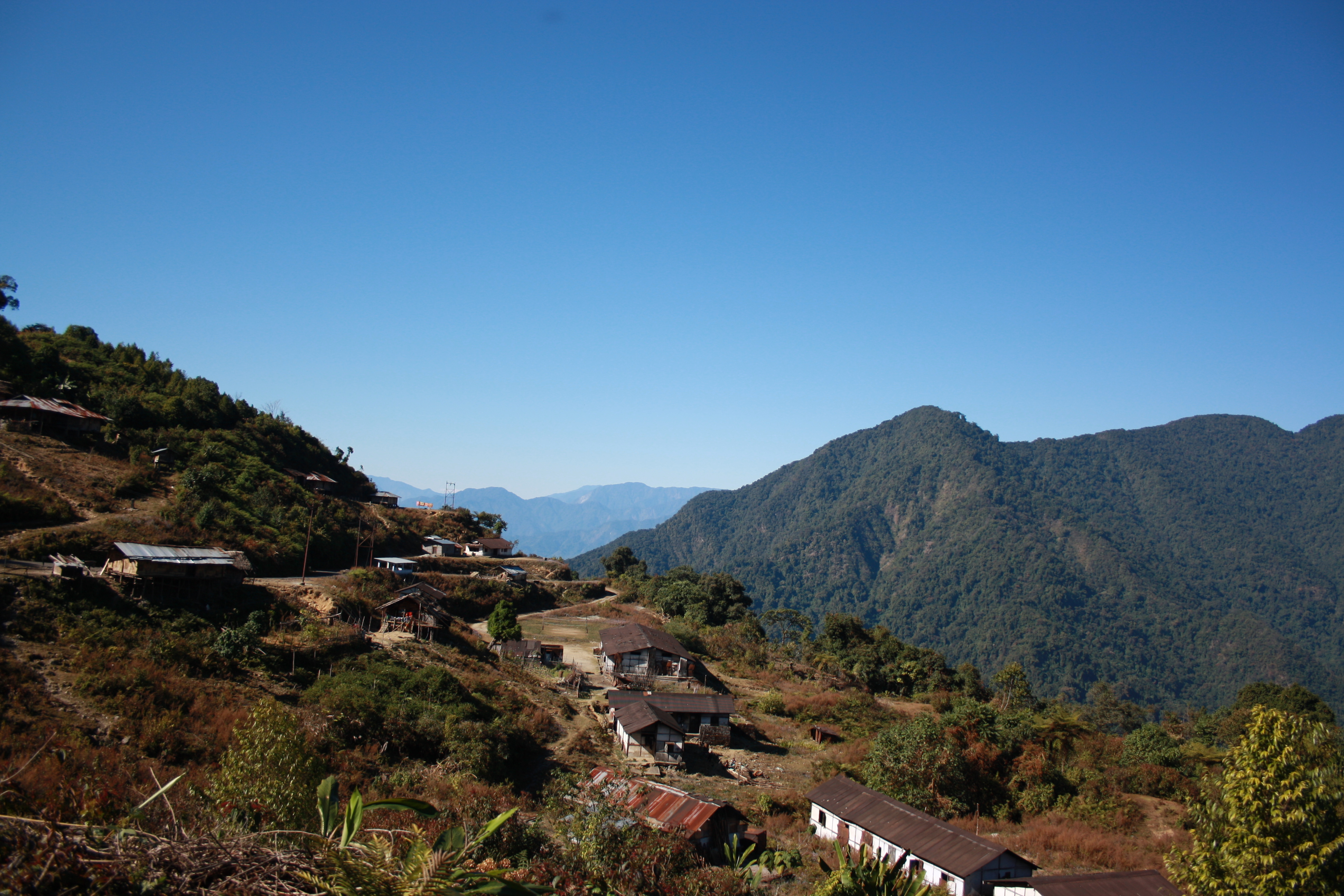
Bergdorf im Distrikt Upper Siang

Der Distrikt Upper Siang liegt zentral in Arunachal Pradesh am oberen Flussabschnitt des Siang. Der Distrikt grenzt im Nordwesten an den Distrikt Shi-Yomi, im Westen an den Distrikt Siang, im Norden an Tibet, im Osten an die Distrikte Dibang Valley und Lower Dibang Valley sowie im Süden an den Distrikt East Siang. Die Fläche des Distrikts Upper Siang beträgt 6188 km². Das gesamte Gebiet ist bewaldetes Bergland oder sogar waldloses Hochgebirge. Der Mouling Nationalpark liegt mehrheitlich innerhalb des Distrikts Upper Siang.

## Bevölkerung

### Übersicht
Nach der Volkszählung 2011 hat der Distrikt Upper Siang 35.320 Einwohner. Bei 5,7 Einwohnern pro Quadratkilometer ist der Distrikt sehr dünn besiedelt. Die Bevölkerungsentwicklung ist typisch für Indien. Zwischen 2001 und 2011 stieg die Einwohnerzahl um 5,9 Prozent. Der Distrikt ist deutlich ländlich geprägt und hat eine unterdurchschnittliche Alphabetisierung. Es gibt keine Dalits (scheduled castes), aber sehr viele Angehörige der anerkannten Stammesgemeinschaften (scheduled tribes).

### Bevölkerungsentwicklung
Wie überall in Indien wächst die Einwohnerzahl im Distrikt Upper Siang seit Jahrzehnten stark an. Die Zunahme betrug in den Jahren 2001–2011 rund 6 Prozent (5,87 %). In diesen zehn Jahren nahm die Bevölkerung um beinahe 2000 Menschen zu. Die genauen Zahlen verdeutlicht folgende Tabelle:

### Bedeutende Orte
Insgesamt gibt es im Distrikt mit dem Hauptort Yingkiong nur einen Ort, der als Stadt (towns und census towns) gilt. Deshalb ist der Anteil der städtischen Bevölkerung im Distrikt tief. Denn nur 6540 der 35.320 Einwohner oder 18,52 % leben in städtischen Gebieten.

### Bevölkerung des Distrikts nach Geschlecht
Der Distrikt hatte seit 1961 immer mehr männliche wie weibliche Einwohner. Dies ist typisch für weite Gebiete Indiens. Der Anteil der männlichen Bevölkerung liegt aber sehr deutlich über dem indischen Durchschnitt. Grund dafür ist der hohe Anteil männlicher Personen unter den Zugewanderten. Die Verteilung der Geschlechter sieht wie folgt aus:
| Verteilung der Bevölkerung nach Geschlecht im Distrikt Upper Siang |                   |                   |                   |                   |                   |                   |                   |                   |                   |                   |                   |                   |
|                                                                    | Volkszählung 1961 | Volkszählung 1961 | Volkszählung 1971 | Volkszählung 1971 | Volkszählung 1981 | Volkszählung 1981 | Volkszählung 1991 | Volkszählung 1991 | Volkszählung 2001 | Volkszählung 2001 | Volkszählung 2011 | Volkszählung 2011 |
| Anzahl                                                             | Anteil            | Anzahl            | Anteil            | Anzahl            | Anteil            | Anzahl            | Anteil            | Anzahl            | Anteil            | Anzahl            | Anteil            |                   |
| GESAMT                                                             | 9790              | 100 %             | 21.330            | 100 %             | 21.125            | 100 %             | 27.779            | 100 %             | 33.363            | 100 %             | 35.320            | 100 %             |
| Männer                                                             | 5211              | 53,23 %           | 11.396            | 53,43 %           | 11.077            | 52,44 %           | 15.248            | 54,89 %           | 18.057            | 54,12 %           | 18.699            | 52,94 %           |
| Frauen                                                             | 4579              | 46,77 %           | 9934              | 46,57 %           | 10.048            | 47,56 %           | 12.531            | 45,11 %           | 15.306            | 45,88 %           | 16.621            | 47,06 %           |

### Volksgruppen
In Indien teilt man die Bevölkerung in die drei Kategorien general population, scheduled castes und scheduled tribes ein. Die scheduled castes (anerkannte Kasten) mit (2011) 0 Menschen (0,00 Prozent der Bevölkerung) werden heutzutage Dalit genannt (früher auch abschätzig Unberührbare betitelt). Die scheduled tribes sind die anerkannten Stammesgemeinschaften mit (2011) 28.468 Menschen (80,60 Prozent der Bevölkerung), die sich selber als Adivasi bezeichnen. Zu ihnen gehören in Arunachal Pradesh 104 Volksgruppen. Die mitgliederreichsten anerkannten Stammesgemeinschaften sind die Adi (16.609 Personen oder 47,02 % der Distriktsbevölkerung), Millang (2822 Personen oder 7,99 %), Momba (1194 Personen oder 3,38 %), Miniyong (965 Personen oder 2,73 %), Simong (874 Personen oder 2,47 %), Pasi (720 Personen oder 2,04 %), Khamba (711 Personen oder 2,01 %), Ashing (694 Personen oder 1,96 %), Adipasi (666 Personen oder 1,89 %) und Padam (556 Personen oder 1,57 %). Alle elf Circles sind mehrheitlich von Angehörigen der anerkannten Stammesgemeinschaften besiedelt. Die Anteile schwanken zwischen 62,59 % im Circle Jengging und 98,38 % im Circle Mopom Adipasi.

### Bevölkerung des Distrikts nach Sprachen
Die Bevölkerung im Distrikt sind klarmehrheitlich Muttersprachler von tibetobirmanischen Sprache oder minderheitlich einer indoarischen Sprache. Die weitverbreitetsten tibetobirmanischen Sprachgruppen sind Adi (mit Adi, Talgalo, Gallong und Miniyong; 26.095 Personen oder 73,88 %) und Bhotia. Die stärkstverbreiteten indoarischen Sprachgruppen sind Hindi (mit Hindi und Bhojpuri; 1979 Personen oder 5,60 %), Nepali, Oriya (Odiya; 673 Personen oder 1,91 %), Assami (630 Personen oder 1,78 %) und Bengali (503 Personen oder 1,42 %). In neun Circles ist Adi die weitverbreitetste Muttersprache und in den beiden Circles Gelling und Singa nimmt Bhotia diese Stellung ein. Monpa mit 127 Personen oder 16,28 % Bevölkerungsanteil beschränkt sich auf den Circle Gelling. Im Circle Jengging ist Nepali mit 10,99 % stark vertreten. Eine weitere Minderheitensprache mit über 10 % Bevölkerungsanteil ist Mishmi im Circle Singa (14,27 %). Hindi hat seine Hochburgen in den Circles Tuting und Yingkiong. Die Verteilung der Einzelsprachen sieht wie folgt aus:
| Jahr                                   | Adi    | Adi     | Bhotia | Bhotia | Nepali | Nepali | Hindi | Hindi  | Odiya | Odiya  | Assami | Assami | Bengali | Bengali | Bhojpuri | Bhojpuri | Talgalo | Talgalo | Gesamt | Gesamt   |
| Jahr                                   | Zahl   | %       | Zahl   | %      | Zahl   | %      | Zahl  | %      | Zahl  | %      | Zahl   | %      | Zahl    | %       | Zahl     | %        | Zahl    | %       | Zahl   | %        |
| -------------------------------------- | ------ | ------- | ------ | ------ | ------ | ------ | ----- | ------ | ----- | ------ | ------ | ------ | ------- | ------- | -------- | -------- | ------- | ------- | ------ | -------- |
| 2011                                   | 21.430 | 60,67 % | 2310   | 6,54 % | 1569   | 4,44 % | 1389  | 3,93 % | 673   | 1,91 % | 625    | 1,77 % | 502     | 1,42 %  | 440      | 1,25 %   | 285     | 1,09 %  | 35.320 | 100,00 % |
| Quelle: Ergebnis der Volkszählung 2011 |        |         |        |        |        |        |       |        |       |        |        |        |         |         |          |          |         |         |        |          |

### Bevölkerung des Distrikts nach Bekenntnissen
Der Distrikt ist religiös gemischt mit einer Mehrheit von Anhängern Ethnischer Religionen. Mit der Anhängerschaft des Hinduismus und den Christen gibt es zwei starke religiöse Minderheiten. Eine kleinere Minderheit sind die Buddhisten.
Allerdings gibt es in der religiösen Zusammensetzung große Unterschiede zwischen den Circles. In den Hochburgen der Ethnischen Religionen, in den Circles Geku (68,35 %), Katan (75,51 %), Mariyang (66,42 %), Mopom Adipasi (84,78 %) und Palling (93,96 %), dominiert die Anhängerschaft von Ethnischen Religionen. Auch in den Circles Jengging, Migging und Yingkiong stellen sie die Bevölkerungsmehrheit. Und im Circle Tuting stellt diese Glaubensgemeinschaft immerhin noch die relative Mehrheit. Hochburgen der Christen sind die Circles Geku, Katan, Mariyang und Migging, wo sie jeweils zwischen 23,13 und 25,67 % Bevölkerungsanteil haben. Die Hindus sind in Circles Jengging (34,07 %), Tuting (23,78 %) und Yingkiong (24,18 % Anteil) weit überdurchschnittlich vertreten. Buddhisten findet man hauptsächlich in den Circles (63,21 %), Singa (84,82 %) und Tuting (20,43 %). Die genaue religiöse Zusammensetzung der Bevölkerung zeigt folgende Tabelle:
| Jahr                                   | Buddhisten | Buddhisten | Christen | Christen | Hindus | Hindus  | Jainas | Jainas | Muslime | Muslime | Sikhs | Sikhs  | Andere | Andere  | keine Angaben | keine Angaben | Gesamt | Gesamt   |
| Jahr                                   | Zahl       | %          | Zahl     | %        | Zahl   | %       | Zahl   | %      | Zahl    | %       | Zahl  | %      | Zahl   | %       | Zahl          | %             | Zahl   | %        |
| -------------------------------------- | ---------- | ---------- | -------- | -------- | ------ | ------- | ------ | ------ | ------- | ------- | ----- | ------ | ------ | ------- | ------------- | ------------- | ------ | -------- |
| 2011                                   | 2577       | 7,30 %     | 5643     | 15,98 %  | 5261   | 14,90 % | 7      | 0,02 % | 411     | 1,16 %  | 27    | 0,08 % | 20.967 | 59,36 % | 427           | 1,21 %        | 35.320 | 100,00 % |
| Quelle: Ergebnis der Volkszählung 2011 |            |            |          |          |        |         |        |        |         |         |       |        |        |         |               |               |        |          |

## Bildung
Trotz bedeutender Anstrengungen ist das Ziel der vollständigen Alphabetisierung noch weit entfernt. Während fast 5 von 6 Männern in den städtischen Gebieten lesen und schreiben können, liegt der Alphabetisierungsgrad der Frauen auf dem Land unter 48 %. Dies zeigt die folgende Tabelle:
| Alphabetisierung im Distrikt Upper Siang |                   |                   |
| Einheit                                  | Volkszählung 2011 | Volkszählung 2011 |
| Einheit                                  | Anzahl            | Anteil            |
| GESAMT                                   | 18.195            | 59,99 %           |
| Männer                                   | 10.723            | 66,45 %           |
| Frauen                                   | 7472              | 52,63 %           |
| STADT GESAMT                             | 4477              | 79,17 %           |
| Stadt-Männer                             | 2443              | 84,10 %           |
| Stadt-Frauen                             | 2034              | 73,96 %           |
| LAND GESAMT                              | 13.718            | 55,59 %           |
| Land-Männer                              | 8280              | 62,58 %           |
| Land-Frauen                              | 5438              | 47,51 %           |
| Quelle: Ergebnis der Volkszählung 2011   |                   |                   |

## Verwaltung
Der Distrikt gliedert sich in die elf Circles (Kreise) Geku, Gelling, Jengging, Katan, Mariyang, Migging, Mopom Adipasi, Palling, Singa, Tuting und Yingkiong.